# Calatin
Calatin – postać z mitologii irlandzkiej, druid wywodzący się z rasy gigantów, Fomoraigów, który miał studiować magię przez 17 lat.
Był na usługach królowej Medb w czasie jej walki z ulsterskim bohaterem Cuchulainnem. W walce brali udział także synowie Calatina, którzy nie mieli lewej ręki oraz prawej nogi, ale byli bardzo skutecznymi miotaczami zatrutych oszczepów. Cuchulainn pokonał ich dzięki pomocy pewnego wojownika z Connachtu, który nie zgadzał się z tak niesprawiedliwym sposobem walki. Zniszczenie synów Calatina nie było końcem kłopotów bohatera. Wkrótce żona Calatina urodziła trzy córki, które podobnie jak germański bóg Odyn utraciły jedno oko, co było ceną za uzyskanie wiedzy o sztuce magii. Trzy siostry stały się wkrótce na tyle potężne, że swoimi zaklęciami zdołały omamić Cuchulainna, aby wyruszył na samotną walkę przeciwko najeźdźcom. Gdy Cuchulainn jechał rydwanem na spotkanie z wojskami Medb napotkał trzy odrażające kobiety, które gotowały przy drodze mięso psa. Były to trzy córki Calatina, które przygotowały dodatkową zasadzkę na bohatera. Kobiety zaprosiły go do skosztowania owej potrawy.  Cuchulainn zatrzymał się, gdyż odmowa mogłaby uchodzić za nieuprzejmość i wziął z garnka psią łopatkę.  W rezultacie jego własna ręka i ramię osłabły. Wyruszył jednak dalej na rydwanie powożonym przez swojego wiernego woźnicę Laega.